# 큰가로목거북과
큰가로목거북과 또는 견목거북과(Podocnemididae)는 거북목 곡경아목에 속하는 파충류 과이다. 마다가스카르섬과 남아메리카 북부 지역에서 발견된다. 일부 저자는 가로목거북과에 포함되는 큰가로목거북아과(Podocnemidinae)로 분류하기도 한다.

## 하위 분류
- Erymnochelys - 단일종 E. madagascariensis - 마다가스카르 큰머리 거북
- Peltocephalus - 단일종 P. dumerilianus - 큰머리 아마존강 거북
- 큰가로목거북속 또는 포독네미스속 (Podocnemis) - 큰가로목거북(P. expansa) 포함